# Plastophora nudipleura
Plastophora nudipleura är en tvåvingeart som beskrevs av Rudolf Beyer 1958. Plastophora nudipleura ingår i släktet Plastophora och familjen puckelflugor. Inga underarter finns listade i Catalogue of Life.